# Galope (náutica)
En náutica, el galope es la parte de menor diámetro de la extremidad alta de uno cualquiera de los mástiles de un barco; es la comprendida entre la encapilladura superior y el tope o perilla. 

## Tipos
Recibe distintas denominaciones según el palo tenga dos, tres o cuatro trozos: en el primer caso recibe el nombre de galope de mastelero, en el segundo de mastelerillo, y en el tercero de mastelerillo de sosobre. En el segundo caso en los galopes se largan las velas llamadas monterillas.